# جيمس إيرل باومغارتنر
جيمس إيرل باومغارتنر (بالإنجليزية: James Earl Baumgartner)‏ هو فيلسوف ورياضياتي أمريكي، ولد في 23 مارس 1943 في ويتشيتا في الولايات المتحدة، وتوفي في 28 ديسمبر 2011 في هانوفر في الولايات المتحدة.